# Бънбу
Бънбу (на китайски: 蚌埠) е градска префектура в провинция Анхуей, Източен Китай. Общото население на целия административен район, който включва и града, е 3 164 467 жители, а на градската част 802 575 жители (2010 г.). Общата площ на административния район е 5945 km², на градската част е 602 km². Намира се в часова зона UTC+8; разположен е на река. Телефонният му код е 552. Средната годишна температура е около 16 °C.